# 매슈 폭스
매슈 챈들러 폭스(Matthew Chandler Fox, 1966년 7월 14일 ~ )는 미국의 배우이다. 1990년대 《파티 오브 파이브》에서 찰리 샐린저 역할을 맡아 데뷔했다. ABC의 드라마 시리즈 《로스트》에서 잭 셰퍼드 역을 맡아 명성을 얻었다.

## 작품 목록
- 밴티지 포인트 - 켄트 테일러 역
- 본 토마호크
- 최후의 인류